# بلاجيرفال بلانجيرمون
بلاجيرفال بلانجيرمون (بالفرنسية: Blangerval-Blangermont)‏ هي بلدية تقع في إقليم باد كاليه من منطقة نور با دو كاليه في شمال فرنسا. تبلغ مساحة هذه المدينة 4.61 (كم²)، وترتفع عن سطح البحر 95 م، يبلغ عدد سكانها 95 نسمة حسب إحصاء المعهد الوطني للإحصاء والدراسات الاقتصادية سنة 2009 م. وترأس André Desfontaines البلدية خلال فترة (2008-2014).